# Jackson (Maine)
Jackson es un pueblo ubicado en el condado de Waldo en el estado estadounidense de Maine. En el Censo de 2010 tenía una población de 548 habitantes y una densidad poblacional de 8,34 personas por km².

## Geografía
Jackson se encuentra ubicado en las coordenadas 44°36′58″N 69°8′31″O / 44.61611, -69.14194. Según la Oficina del Censo de los Estados Unidos, Jackson tiene una superficie total de 65.7 km², de la cual 65.43 km² corresponden a tierra firme y (0.41%) 0.27 km² es agua.

## Demografía
Según el censo de 2010, había 548 personas residiendo en Jackson. La densidad de población era de 8,34 hab./km². De los 548 habitantes, Jackson estaba compuesto por el 95.62% blancos, el 0.18% eran afroamericanos, el 1.28% eran amerindios, el 0.18% eran asiáticos, el 0% eran isleños del Pacífico, el 0% eran de otras razas y el 2.74% pertenecían a dos o más razas. Del total de la población el 0.36% eran hispanos o latinos de cualquier raza.